# 인천급 호위함
인천급 호위함은 대한민국 해군이 운용하는 호위함으로, FFX 사업의 일환으로 건조되었다.

## 건조 배경
대한민국 해군이 FF호위함으로 운용 중인 울산급 호위함과 그의 경량판인 포항급 초계함은 미국으로부터 받았던 중고 기어링급 구축함의 퇴역으로 인해 운용부담이 증가하여 무리하게 운용하게 되어 운용수명이 급격히 감소하였고, 상부구조물에 균열이 일어나 보강판을 덧대는 공사까지 받게되면서 노후화가 급속도록 진행되었다. 또한 천안함 피격사건은 기존의 연안전력의 충추를 담당한 울산급 호위함과 포항급 초계함의 대잠능력의 취약함을 들어냈고 북한과의 각종 대치와 교전에서 대함 미사일 위협은 이들 함정의 거의 전무한 대공능력의 취약함도 개선할 필요성이 대두되었다.
1998년 11월 처음 이들 울산급 호위함과 포항급 초계함을 대체하기 위한 소요제기가 제시되었고 이후 차기 호위함 사업은 울산급 Batch-II 사업이라고 불리며 본격적으로 진행되었으며 외환위기로 잠시 중단되다가 2001년에 사업이름이 FFX 사업으로 개칭되어 다시 진행되었다.
2006년 현대중공업과의 기본설계 계약체결 이후, 2008년 건조에 착수하였으며 2011년 4월 초도함인 인천함이 진수되었다. 2016년 11월 11일 6번함인 광주함이 취역하면서 인천급 호위함 6척 배치 완료되었다.

## 특징
울산급 호위함의 빠른 노후화로 인한 퇴역의 대두 및 천안함 사태로 인한 전력손실과 그 충격으로 깨달은 대잠전력의 중요성, 주변국의 군비증강과 같은 다양한 요인에 따라 해군은 빠르게 호위함 공백을 채우기 위해 강력한 성능을 가진 소수의 고급함정보다는, 준수한 성능과 저렴한 가격을 가진 다량의 함정이 필요하였다.
따라서 인천급 호위함은 해군의 수요에 맞게 적당한 방공무장, 적당한 대잠능력, 적당한 화력, 저렴한 가격을 가지고 개발 및 건조되었다. 이에 따라 해군은 필요한 호위함 전력을 빠르게 보충할 수 있었고, 인천급 호위함에서 지적된 다소 빈약한 방공능력과 대잠능력등의 단점들은 다음 함급인 대구급 호위함에서 수정되었다.
충무공이순신급 구축함부터 이어져온 스텔스 설계를 채용하였으며 현대적인 대공능력과 대잠능력이 사실상 전무하였던 울산급 호위함, 포항급 초계함과 달리 기본적인 개함방공 능력확보와 대잠능력을 확충한 것이 특징이다.

## 인천급 호위함 함명
| 함명         | 진수             | 취역             | 제작        |
| ------------ | ---------------- | ---------------- | ----------- |
| FFG-811 인천 | 2011년 4월 29일  | 2013년 1월 16일  | 현대중공업  |
| FFG-812 경기 | 2013년 7월 18일  | 2014년 11월 3일  | 현대중공업  |
| FFG-813 전북 | 2013년 11월 13일 | 2015년 1월 5일   | 현대중공업  |
| FFG-815 강원 | 2014년 8월 12일  | 2016년 1월 6일   | STX조선해양 |
| FFG-816 충북 | 2014년 10월 23일 | 2016년 1월 26일  | STX조선해양 |
| FFG-817 광주 | 2015년 8월 11일  | 2016년 11월 10일 | STX조선해양 |

## 인천급 호위함의 SPS-550K 레이다
인천급 호위함은 LIG 넥스원이 개발한 SPS-550K 레이다를 탑재하고 있다. SPS-550K란 3차원 대공 레이다로, 수백km 거리의 항공기를 위치 및 고도까지 탐지가 가능하다. 윤영하급에 장착된 SPS-540K 레이다를 기반으로 개량/개발된 AESA레이다다. SMART-S Mk.2 기반이라고 잘못 알려져 있는데 사실은 미국제 GaN 소자를 수입하여 개발한 것으로 외형은 SMART-S Mk.2와 비슷하지만 내부 부품은 전혀 다르며 SMART-S Mk.2보다 나중에 개발된 만큼 좀 더 성능이 앞선다.

### SPS-550K 레이다의 탐지거리
- 최대 탐지거리(Max): 250km 이상
- 폭격기 크기의 목표물: 200km
- 전투기 크기의 목표물: 150km
- 미사일 크기의 목표물: 60km (여기서 말하는 미사일은 RCS 0.1m2 크기의 스텔스 대함 미사일을 얘기한다.)

### SPS-550K 레이다의 동시추적 목표물 개수
- 해상 + 공중 목표물: 500개

## 수출
필리핀 해군측에서 차기호위함 도입사업을 진행했다. 현대중공업의 인천급 호위함을 선택했으며, 2017년까지 설계를 확정한 후 건조를 진행해 2019년 후반과 2020년 중반에 1척씩 인도될 예정이었다. 다만, 필리핀 해군의 예산 사정으로 무장은 76mm 함포, 저성능의 CIWS등 다운그레이드가 되었다. 2021년 6월 12일에 2번함 안토니오 루나함 작전 배치로 호위함 수출이 완료되었다.